# Louis Agniel
Pour les articles homonymes, voir Agniel.
Louis Agniel, né le 23 décembre 1829 à Montpellier (Hérault) et décédé le 28 mars 1884 à Montpellier, est un homme politique français.
Avocat à Montpellier, il est procureur général après le 4 septembre 1870. Il est député de l'Hérault du 7 juillet 1878 au 14 octobre 1881, au sein de la IIe législature de la Troisième République française.
Il siégeait sur les bancs de la gauche modérée.

## Sources
- « Louis Agniel », dans Adolphe Robert et Gaston Cougny, Dictionnaire des parlementaires français, Edgar Bourloton, 1889-1891 [détail de l’édition]